# Bulbophyllum adiamantinum
Bulbophyllum adiamantinum é uma espécie de orquídea (família Orchidaceae) pertencente ao gênero Bulbophyllum. Foi descrita por Alexander Curt Brade em 1951.